# Dyckia gracilis
Dyckia gracilis är en gräsväxtart som beskrevs av Carl Christian Mez. Dyckia gracilis ingår i släktet Dyckia och familjen Bromeliaceae. Inga underarter finns listade i Catalogue of Life.